# Piz
Piz ist der rätoromanische und lombardische Name für Gipfel, Spitze, Spitz oder Pik, entspricht im Französischen dem pic (m), im Italienischen Picco (m), im Rumänischen Pisc, im Spanischen und Portugiesischen pico (m) und im Englischen peak. 

## Verwendung
Piz ist ein häufiger Bestandteil eines Bergnamens im Schweizer Graubünden, in der Oberlombardei bzw. im Veltlin und im ladinischen Teil der Dolomiten: z. B.: Piz Bernina, Piz Boè, Piz Buin, Piz Fenga, Piz Linard, Piz Kesch (Mischform, romanisch ist Piz d'Es-cha), Piz Palü, Piz Coca, Piz di Trii Signur, Piz Tri, Piz Bela. Beispiele für die Verwendung von Pik sind Pik Karl Marx oder Pik Leibniz.
Einige liegen auch am Rande des (heutigen) rätoromanisch/ladinischen Sprachraums wie der Piz Sardona, Piz Segnas oder Piz Dolf und erhalten entsprechende deutsche Namen auf der anderen Talseite: Surenstock für den Piz Sardona und Trinserhorn für den Piz Dolf. Solches tritt auch beim Übergang vom romanischsprechenden Engadin zur Landschaft Davos auf: Alle Berge tragen Namen in beiden Sprachen (siehe zum Beispiel Hoch Ducan). Im Gegensatz zu Flurnamen, welche sich weiterüberlieferten und auch heute immer noch in nunmehr eindeutig deutschsprachigen Gegenden wie Werdenberg, am Alpstein und entlang des Walensees die Alpen und Fluren mit welschen Namen bezeichnen (daher kommt auch der Name Walensee), sind dort die Bezeichnungen für die (wichtigeren) Bergspitzen nur noch deutsch.
Im Kollektivplural lautet die Bezeichnung Pizza, was in etwa wiederzugeben ist als Gespitz. Ein  Beispiel dazu ist die Pizza Grossa.